# Антон Нардели
Антон Нардели (15. април 1937 — 5. септембар 1995) био је југословенски ватерполиста.

## Спортска биографија
Рођен је 15. априла 1937. године у Сплиту. Тренирао је пливање и био првак Југославије на 100 и 200 метара слободно. У ватерполо каријери је играо за сплитски Јадран. Почео је у млађим категоријама Јадрана 1948, а за први
тим истог клуба играо је од 1953. па све до 1972. године, с тим да је 1963. године кратко наступао за Црвену звезду из Београда. Са 302 наступа и 267 погодака био је један од ватерполиста са највише наступа за Јадран. Четири пута је освајао титулу првака Југославије: 1954, 1957, 1960. и 1967. године.
За репрезентацију Југославије одиграо је 97 утакмица у периоду од 1960. до 1964. године. Играо је на Олимпијским играма у Риму 1960. године. Био је члан државне репрезентације која је на Олимпијским играма 1964. године у Токију освојила сребрну медаљу.  Има златну медаљу на Медитеранским играма 1959. године у Бејруту. На првенству Европе 1962. у Лајпцигу, где је репрезентација Југославије такође освојила сребрну медаљу, проглашен је за најбољег играча турнира.
Преминуо је 5. септембра 1995. године у Сплиту и сахрањен је на гробљу Ловринац.